# الحركة السويدية الجديدة
الحركة السويدية الجديدة (بالسويدية: Nysvenska rörelsen)‏ هو حزب سياسي سويدي، أسس في 1941، يقع مقره في مالمو، وقد تم تأسيسه بواسطة Per Engdahl ‏.

## أعضاء بارزون
- كود سباركل
- تحديث القائمة

- إينغفار كامبراد (1942 - 1945)
- Per Engdahl